# 斯蒂格·拉松
卡尔·斯蒂格-埃兰·“斯蒂格”·拉松 （瑞典語：Karl Stig-Erland "Stieg" Larsson，1954年8月15日—2004年11月9日），瑞典記者、作家，他定居在斯德哥爾摩，從事新聞工作，對右翼極端主義有著長久深刻的獨立觀察，並以死後出版的犯罪小說《千禧年三部曲》聞名於世。
拉松在2008年榮登全世界最暢銷作家第二名，僅次於卡勒德·胡賽尼。到了2010年3月，他的《千禧年三部曲》已經在超過四十個國家賣出了六千五百萬本，也是首位在亞馬遜書店賣超過100萬本電子書的作者。根據《出版者周刊》統計，三部曲的最後一部《直搗蜂窩的女孩》是2010年全美最暢銷的書籍。

## 生平

### 早年
斯蒂格·拉松出生於瑞典北部大城謝萊夫特奧附近的謝萊夫特港，父親與外公在冶鍊廠工作，拉松小時候由於砷中毒，父親不得不離職，舉家遷往斯德哥爾摩，但是生活窘迫，只好將一歲大的他留給祖父母照顧，拉松直到九歲都與祖父母同住在西博滕省努舍市镇附近鄉鎮。拉松的生前伴侶艾娃·賈布列松在《關於拉松和我，有些事我想告訴你》一書中提到，童年的生活經歷是拉松將小說處女作《龍紋身的女孩》部份所在地設定在北瑞典的動機，艾娃形容為「荒涼至極、鳥不生蛋的地方」。拉松與祖父母住在鄉村小木屋裡，他相當喜愛這個地方，在北瑞典冰雪紛飛的漫長冬季，他就靠越野滑雪板上下學。祖父50歲心臟病過世後，拉松就搬到大學城于默奧市與父母生活，他並不怎麼習慣城市生活。他的母親也因乳癌和動脈瘤在1991年很早就過世了。
拉松名字的標準拼寫原是「Stig」，他有一位同名同姓的朋友不巧也叫斯蒂格·拉松（Stig Larsson），甚至比他還早成為知名作家，因此他在二十幾歲就改了名字（發音不變），以便與其有所區別。

### 寫作生涯
拉松在12歲生日的時候，父母送給他一台打字機當作生日禮物，但他首次嘗試的創作方向，不是犯罪小說，而是科幻。拉松從小就非常喜歡讀科幻小說，他從1971年起就活躍於瑞典科幻圈，1972年與陸恩·福斯格倫（Rune Forsgren）合編他的第一本科幻書迷誌《天體》（Sfären），到斯德哥爾摩參與了他的第一場科幻大會「SF•72」。整個1970年代，拉松發行過三十多期書迷誌，在1972到1974年間，他是幾份科幻書迷誌的主編或合作編輯，包括《天體》和《FIJAGH!》。拉松在他的第一份書迷誌上發表過早期少數的短篇故事，這些故事同時也投搞到其它半專業或業餘雜誌上。拉松在1977年搬到斯德哥爾摩，加入瑞典最大的科幻同好會「北歐科幻協會」（SFSF，Skandinavisk Förening för Science Fiction），1978到1979年成為協會委員，1980年擔任會長。
2010年六月初，瑞典國家圖書館發現了兩份拉松的短篇故事手稿以及一兩期書迷誌，這些材料早已捐贈給瑞典致力發展科幻協會的「阿瓦·艾普特夫特紀念基金會」（Alvar Appeltofft Memorial Foundation）。這次的發現被稱為拉松的「神秘創作」，引發大眾的好奇關注。

### 記者生涯
拉松從事攝影工作期間，受到极左翼政治活動的吸引，加入社会党（共產主義工人聯盟），編輯一份第四國際瑞典支部的托洛茨基主义期刊《Fjärde internationalen》，並定期為《國際》週刊（Internationalen）撰寫文章。拉松1977年有段時間待在非洲厄利垂亞，為厄利垂亞人民解放陣線的游擊隊訓練一支女兵部隊使用迫擊砲，後來因為罹患腎臟疾病而被迫放棄工作 。返回瑞典後，1977年到1999年22年之間，他都在瑞典最大的通訊社「Tidningarnas Telegrambyrå」內擔任平面設計師。
拉松的政治理念與新聞經驗，引導他創立「瑞典博覽基金會」（Swedish Expo Foundation），類似「英國探照燈基金會」（British Searchlight Foundation），立會宗旨為「消弭校園及年青人之間的極右主義與白人至上文化」。他在1995年擔立基金會雜誌《Expo》的主編。

## 獲獎紀錄
- 2006 - 玻璃鑰匙獎，龍紋身的女孩
- 2006 - 最佳瑞典犯罪小說獎，玩火的女孩
- 2008 - 玻璃鑰匙獎，直搗蜂窩的女孩
- 2008 - ITV3 犯罪驚悚獎、年度國際作家獎，龍紋身的女孩。[15]
- 2008 - 南非Exclusive Books Boeke Prize獎，龍紋身的女孩。
- 2009 - 英國銀河圖書獎，Books Direct Crime Thriller of the Year，龍紋身的女孩。[16][17]
- 2009 - 安東尼獎，最佳首作獎，龍紋身的女孩。[18][19]
- 2009 - General Council of the Judiciary, Spain, for his contribution to the fight against domestic violence.[20]
- 2010 - USA Today's Author of the Year[21]

## 外部連結
- www.larssontrilogy.com from Quercus, publishers of Stieg Larsson
- The official Millennium site of Nordstedt Publishing（页面存档备份，存于）
- 斯蒂格·拉松在互联网电影资料库（IMDb）上的資料（英文）
- A look at the life and work of author Stieg Larsson